# Anolis olssoni
Anolis olssoni (пустельний трав'яний аноліс) — вид ігуаноподібних ящірок родини анолісових (Dactyloidae). Мешкає на Гаїті і в Домініканській Республіці.

## Підвиди
Виділяють вісім підвидів:
- Anolis olssoni olssoni Schmidt, 1919 — крайній північний захід Домініканської Республіки та північний схід Гаїті;
- Anolis olssoni alienus Schwartz, 1981 — північний захід острова Гаїті;
- Anolis olssoni domingonis Schwartz, 1981 — південне узбережжя Домініканської Республіки;
- Anolis olssoni extentus Schwartz, 1981 — Гаїті (затока Гонав, острівець Кабріт[es]);
- Anolis olssoni ferrugicauda Schwartz, 1981 — північ центрального Гаїті;
- Anolis olssoni insulanus Schwartz, 1981 — острів Гонав;
- Anolis olssoni montivagus Schwartz, 1981 — гори схилах Центрального хребта;
- Anolis olssoni palloris Schwartz, 1981 — півострів Бараона.

## Поширення і екологія
Пустельні трав'яні аноліси мешкають на острові Гаїті та на сусідніх островах. Вони живуть в акацієвих і кактусових напівпустельних заростях, в сухих чагарникових заростях і гірських соснових лісах, трапляються в садах. Зустрічаються на висоті до 700 м над рівнем моря.